# Procidence du cordon

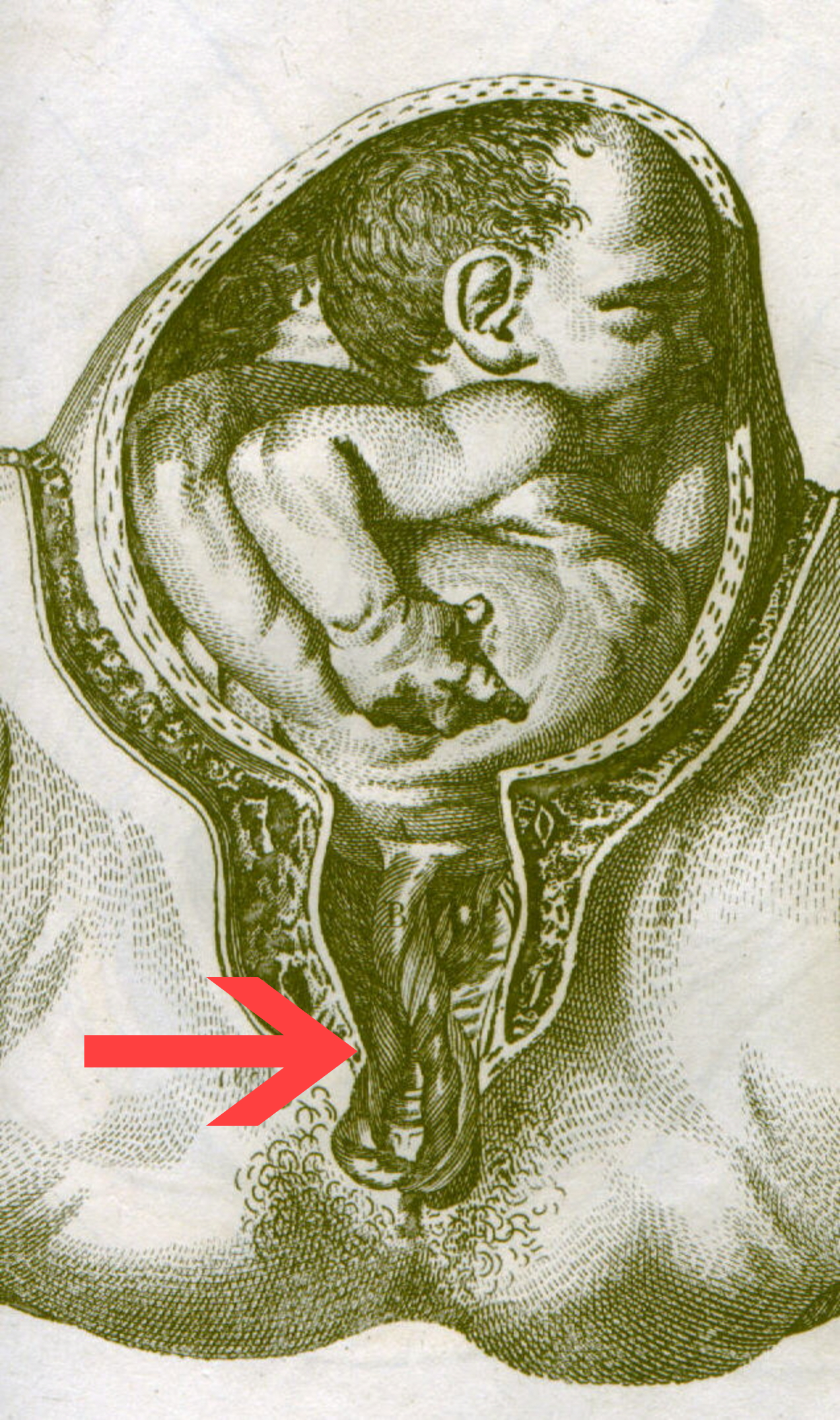
Prolapsus du cordon ombilical, par W. Smellie, 1792

La procidence du cordon, en obstétrique, est la descente du cordon ombilical avant le fœtus lors de l'accouchement. Le risque associé est une hypoxémie du fœtus, car celui-ci peut venir à comprimer, pendant le travail, les vaisseaux du cordon ombilical qui l’alimente encore en oxygène.

## Formes cliniques

### Procubitus
Lorsque la poche des eaux est intacte, la présence d'un cordon devant la présentation fœtale prend le nom de procubitus.

### Procidence
Lorsque la poche des eaux est rompue, la présence d'un cordon devant la présentation fœtale prend le nom de procidence.
Il existe trois types de procidence du cordon. La procidence du cordon :
- de 1 degré, lorsque le cordon se trouve dans le col ;
- de 2 degré, lorsque le cordon se trouve dans l'affleure de la vulve ;
- de 3 degré, lorsque le cordon se trouve dans les voies génitales.

## Facteurs de risque de procidence
Toutes les situations aboutissant à une mauvaise accommodation entre la présentation et le bassin maternel sont des facteurs de risque :
1. Excès de liquide amniotique ;
2. Présentation du siège ;
3. Placenta praevia ;
4. Rupture membranaire sur une présentation du sommet ;
5. Présentation transverse ;
6. cordon trop long.

## Prévention
Avant de rompre artificiellement les membranes, la sage-femme doit vérifier l'absence de procidence du cordon. Cette rupture membranaire devra s'effectuer sur une présentation au moins bien appliquée sur le détroit supérieur, diminuant le risque que le cordon vienne s'interposer entre la tête et l'extérieur. La rupture membranaire devra être prudente en cas d'excès de liquide connu, de préférence à l'aiguille pour éviter une débâcle liquidienne dans laquelle le cordon risque d'être transporté.

## Conduite à tenir
Réaliser les gestes d'urgence, qui sont :
- appel à l’aide ;
- refoulement de la présentation pour libération de la compression du cordon ;
- césarienne en extrême urgence (code rouge).

### Procubitus
La présence d'un procubitus du cordon impose la césarienne en urgence.

### Procidence
Après rupture de la poche des eaux, le cordon descend dans le vagin par le col, et se retrouve gravement comprimé entre les os du bassin maternel et les os du crâne fœtal. Il s'agit là d'un accident gravissime, entrainant la plupart du temps une souffrance fœtale aiguë majeure.
Bien que dans la grande majorité des cas, la césarienne en extrême urgence s'impose, un accouchement par voie basse est possible en cas de présentation podalique à dilatation complète ou céphalique à dilatation complète avec extraction instrumentale du fœtus. Le passage en salle de césarienne ne doit souffrir d'aucun retard, et la sage-femme procédera au refoulement manuel de la présentation jusqu'à l'extraction par césarienne.